# エメカ・オカフォー
チュクゥエメカ・ンドゥブシ・"エメカ"・オカフォー（Chukwuemeka Ndubuisi "Emeka" Okafor, 1982年9月28日 - ）は、アメリカ合衆国・テキサス州ヒューストン出身のバスケットボール選手。NBAのシャーロット・ボブキャッツなどに所属していた。ポジションはセンターとパワーフォワード。

## 経歴
コネチカット大学に進み3年間ベン・ゴードンらとプレイした。2004年のNCAAトーナメントではチームを優勝へと導き、ファイナル4のオールトーナメントチームに選ばれた。大学3年を終えた時点でアーリーエントリーを宣言。2004年のNBAドラフトでドワイト・ハワードに次ぐ全体2位で（04-05シーズンからNBAに参入する）シャーロット・ボブキャッツから指名された。また、ドラフト直後のアテネオリンピックにアメリカ代表として出場し、銅メダルを獲得した。
1年目の2004-05シーズンのボブキャッツは大苦戦を強いられたが、オカフォーは孤軍奮闘の活躍。新人ながら中心選手として1試合平均15.1得点10.9リバウンドの好成績を残しベン・ゴードンらを抑えて、新人王に輝いた。また11月11日から1月1日までの19試合でダブル・ダブルを記録した。そして2005年のオールスター投票でもイースタンカンファレンスのフォワードで7位の票を獲得、新人としては最多得票だった。
2年目となった2005-06シーズンはシーズン序盤に足首を故障し、26試合の出場に終わった。その後先発として定着しリバウンドとブロックでは毎シーズン上位にランクインしディフェンシブな活躍を見せている。2007-08シーズンは全82試合に先発出場したもののチームは低迷し、光の当たらないシーズンが続いた。
2008-09シーズン後、タイソン・チャンドラーとのトレードでニューオーリンズ・ホーネッツ (現：ニューオーリンズ・ペリカンズ）へ移籍した。
2012年6月20日、チームメイトのトレバー・アリーザと共にワシントン・ウィザーズへ移籍した。
2013年10月25日、マルチン・ゴルタットとのトレードでフェニックス・サンズに移籍。しかし、2013-14シーズンは椎間板ヘルニアの為に1試合も出場できず、以降は無所属の状態が続いた。
2017年9月25日、フィラデルフィア・76ersとトレーニングキャンプに関する契約を結んだが、開幕前に解雇。解雇後に傘下のデラウェア・87ersに送られ、NBA復帰を目指すことになった。
2018年2月3日、ニューオーリンズ・ペリカンズと10日間契約を締結した。2月12日に行われたデトロイト・ピストンズ戦で約5年ぶりにNBAの選手として先発出場した。この試合でオカフォーは8得点、7リバウンドを記録、試合はペリカンズが118-103で勝利した。2月14日、ペリカンズと二度目の10日間契約を結んだ。2月26日、チームと正式契約を結んだ。

## プレースタイル
オフェンス能力は平均的である一方、ディフェンスは評価が高く、チームの守護神としてペイントエリアを支えている。真面目な性格でリーダーシップにも長ける。

## その他
- 両親はイボ人のナイジェリア移民である。
- 2005年、2006年の夏に、アキーム・オラジュワンの指導を受けた。
- 大学3年生の時点で卒業所要単位を全て修得するなど、文武両道の秀才として知られる。

## 個人成績

### NBA

#### レギュラーシーズン
| シーズン | チーム | GP  | GS  | MPG  | FG%  | 3P%  | FT%  | RPG  | APG | SPG | BPG | TO  | PPG  |
| -------- | ------ | --- | --- | ---- | ---- | ---- | ---- | ---- | --- | --- | --- | --- | ---- |
| 2004–05  | CHA    | 73  | 73  | 35.6 | .447 | .000 | .609 | 10.9 | .9  | .8  | 1.7 | 1.7 | 15.1 |
| 2005–06  | CHA    | 26  | 25  | 33.6 | .415 | ---  | .656 | 10.0 | 1.2 | .8  | 1.9 | 2.0 | 13.2 |
| 2006–07  | CHA    | 67  | 65  | 34.8 | .532 | ---  | .593 | 11.3 | 1.2 | .9  | 2.6 | 1.7 | 14.4 |
| 2007–08  | CHA    | 82  | 82  | 33.1 | .535 | ---  | .570 | 10.7 | .9  | .8  | 1.7 | 2.0 | 13.8 |
| 2008–09  | CHA    | 82  | 81  | 32.8 | .561 | ---  | .593 | 10.1 | .6  | .6  | 1.7 | 1.8 | 13.2 |
| 2009–10  | NOH    | 82  | 82  | 28.9 | .530 | ---  | .562 | 9.0  | .7  | .7  | 1.5 | 1.4 | 10.4 |
| 2010–11  | NOH    | 72  | 72  | 31.8 | .573 | .000 | .562 | 9.5  | .6  | .6  | 1.8 | 1.7 | 10.3 |
| 2011–12  | NOH    | 27  | 27  | 28.9 | .533 | ---  | .514 | 7.9  | .9  | .6  | 1.0 | 1.4 | 9.9  |
| 2012–13  | WAS    | 79  | 77  | 26.0 | .477 | ---  | .571 | 8.8  | 1.2 | .6  | 1.0 | 1.4 | 9.7  |
| 2017–18  | NOP    | 26  | 19  | 13.6 | .505 | ---  | .818 | 4.6  | .3  | .3  | 1.0 | .5  | 4.4  |
| 通算     | 通算   | 616 | 603 | 30.9 | .512 | .000 | .586 | 9.7  | .8  | .7  | 1.6 | 1.6 | 12.0 |

#### プレーオフ
| シーズン | チーム | GP | GS | MPG  | FG%  | 3P% | FT%  | RPG | APG | SPG | BPG | TO  | PPG |
| -------- | ------ | -- | -- | ---- | ---- | --- | ---- | --- | --- | --- | --- | --- | --- |
| 2011     | NOH    | 6  | 6  | 31.3 | .645 | --- | .364 | 5.5 | .0  | 1.0 | 1.0 | 2.0 | 7.3 |
| 2018     | NOP    | 1  | 0  | 4.0  | .000 | --- | .000 | .0  | .0  | .0  | .0  | .0  | .0  |
| 通算     | 通算   | 7  | 6  | 27.4 | .625 | --- | .364 | 4.7 | .0  | .9  | .9  | 1.7 | 6.3 |